# Lahar
För andra betydelser, se Lahar (olika betydelser).

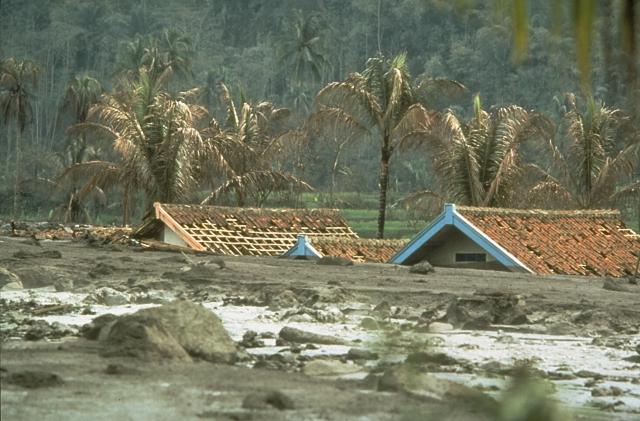
En lahar från Galunggungs utbrott 1982.

En lahar är en typ av slamström eller lerlavin, bestående av vulkaniskt material eller andra ler- eller jordmassor och vatten (ofta från smält snö och is). En lerlavin kan strömma ned från en vulkan längs dalgångar som exempelvis en floddal.
Beroende på hur mycket vatten som finns i laharen, varierar konsistensen allt från mycket lättflytande till cementliknande. När flödet stannat upp i sin framfart, stelnar det. Under sin färd kan en lahar förstöra, eller begrava, allt i sin väg. Flödena kan breda ut sig över stora områden och bli mycket djupa. En lahar i Washington var 140 meter djup vid en flodbädd och kom att täcka ett område på 330 kvadratkilometer. På grund av sin hastighet och energi är laharer mycket farliga. Laharer som är tjockare än 30 cm kan få hela byggnader att kollapsa.
Laharer kan bildas då snö och is smälter uppe på en vulkan på grund av ett pyroklastiskt flöde vid ett vulkanutbrott. Laharer kan även bildas av andra anledningar till exempel av översvämningar, dammbrott eller av kraftiga regnfall.

## Beskrivning
"Lahar" är ett indonesiskt ord, som betyder ungefär vulkanisk slamström. En lahar kan ha samma konsistens och viskositet som exempelvis betong, vattnig under rörelse och solid när den stannar upp. Laharer kan bli extremt stora: Osceola-laharen för 5 600 år sedan vid  Mount Rainier i Washington skapade ett 140 meter djupt lerflöde i White River Canyon, med en yta på över 330 kvadratkilometer och med en total volym på 2,3 kubikkilometer.
En lahar kan meja ned praktiskt taget allt i sin väg, men förlorar snabbt kraft när den lämnar sin flödeskanal: relativt svagt konstruerade trähus kan vara intakta, samtidigt som de begravs upp till taket i lera. Viskositeten hos en lahar minskar efter hand, om inget ytterligare vatten tillförs, och stelnar relativt snabbt när den stannar upp. 
Laharflöden är mycket farliga på grund av sin kraft och rörlighet. Stora laharflöden kan komma upp i hastigheter på ungefär 100 kilometer i timmen, breda ut sig mer än 300 kvadratkilometer, och kan orsaka en  katastrofal förstörelse i sin väg. Laharen från Nevado del Ruiz utbrott i Colombia 1985 orsakade en tragedi i staden Armero, där uppskattningsvis 23 000 människor begravdes under 5 meter lera och skräp.
I Nya Zeeland inträffade en katastrof utanför Tangiwai den 24 december 1953, där 151 personer dog efter att expresståg föll i Whangaehu floden, efter att en järnvägsbro hade blivit skadad av en lahar bara några minuter innan tåget kom. Laharer har enligt beräkningar stått för 17% av dödsfallen i samband med vulkanutbrott mellan 1783 och 1997. Laharer kan dessutom orsaka dödsfall åratal efter ett egentligt utbrott och ett exempel är katastrofen i Cabalantian, som inträffade fyra år efter att vulkanen Pinatubo haft ett utbrott 1991. 

## Orsaker

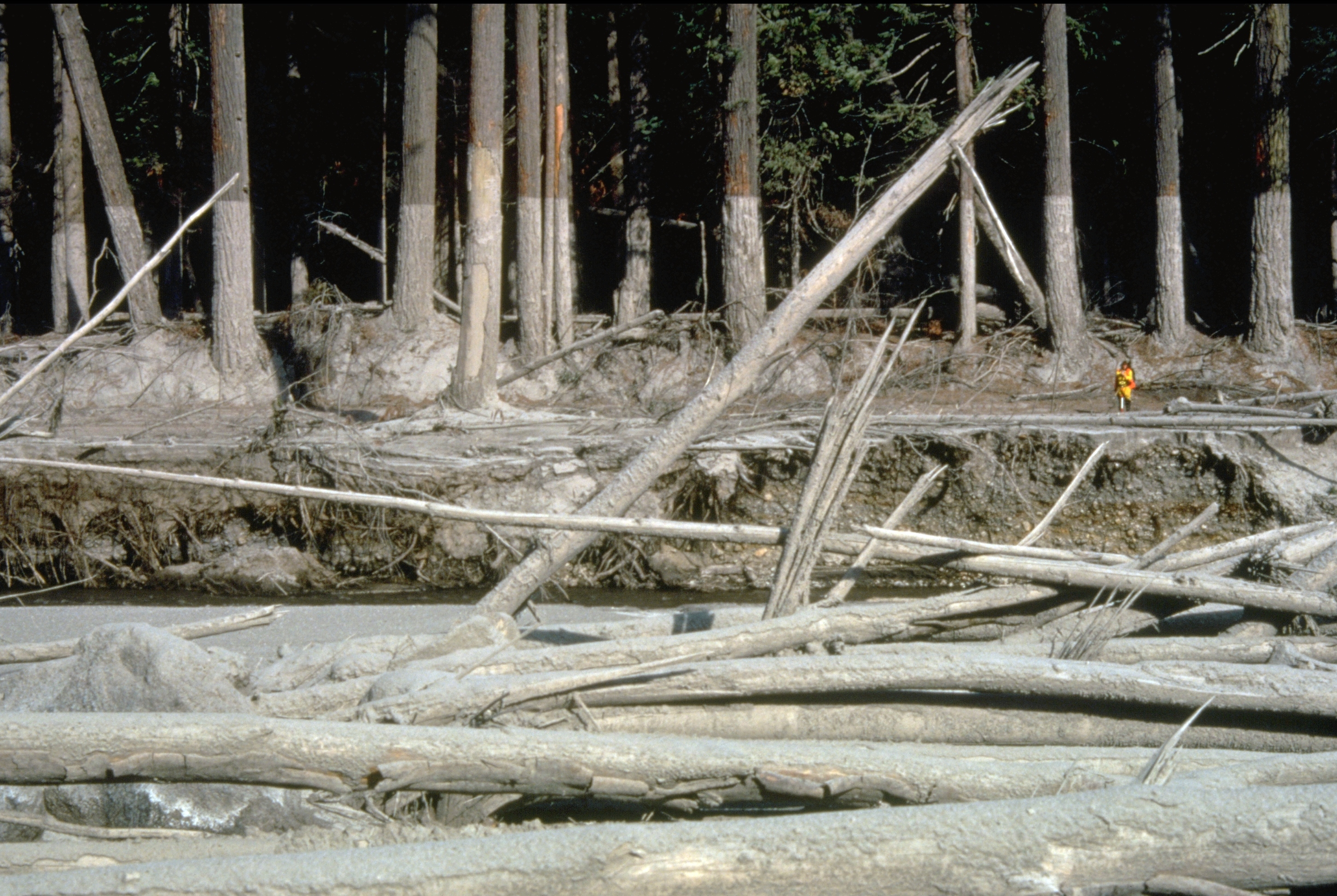
Nivåmärkena på träden i bakgrunden, vid Muddy River i Washington, visar höjden på laharen efter Mount Saint Helens utbrott 1980.

Laharer kan ha flera möjliga orsaker:
- Snö och glaciärer kan smältas av lava eller av pyroklastiska flöden under ett vulkanutbrott.

- En översvämning orsakad av en glaciär, dammbrott, eller kraftig nederbörd kan skapa en lahar (även kallat glacial lake outburst flood eller jökellopp).

- Vatten från en kratersjö, tillsammans med vulkaniskt material efter ett utbrott.

- Även om laharer vanligtvis förknippas med effekterna av vulkanisk aktivitet, kan de inträffa även utan pågående vulkanisk aktivitet, så länge villkoren är de rätta för att orsaka en kollaps av ett ler- eller asklager.

- Jordbävningar under, eller i närheten av, en vulkan kan skaka loss material och få den att rasa och utlösa en laharlavin.

- Kraftigt regn eller tyfoner kan orsaka att lerområden med stelnad lera har lossnat från ett lutande underlag och kunnat förflytta sig i hastigheter i mer än 30 kilometer i timmen, vilket fått förödande resultat.

## Riskplatser

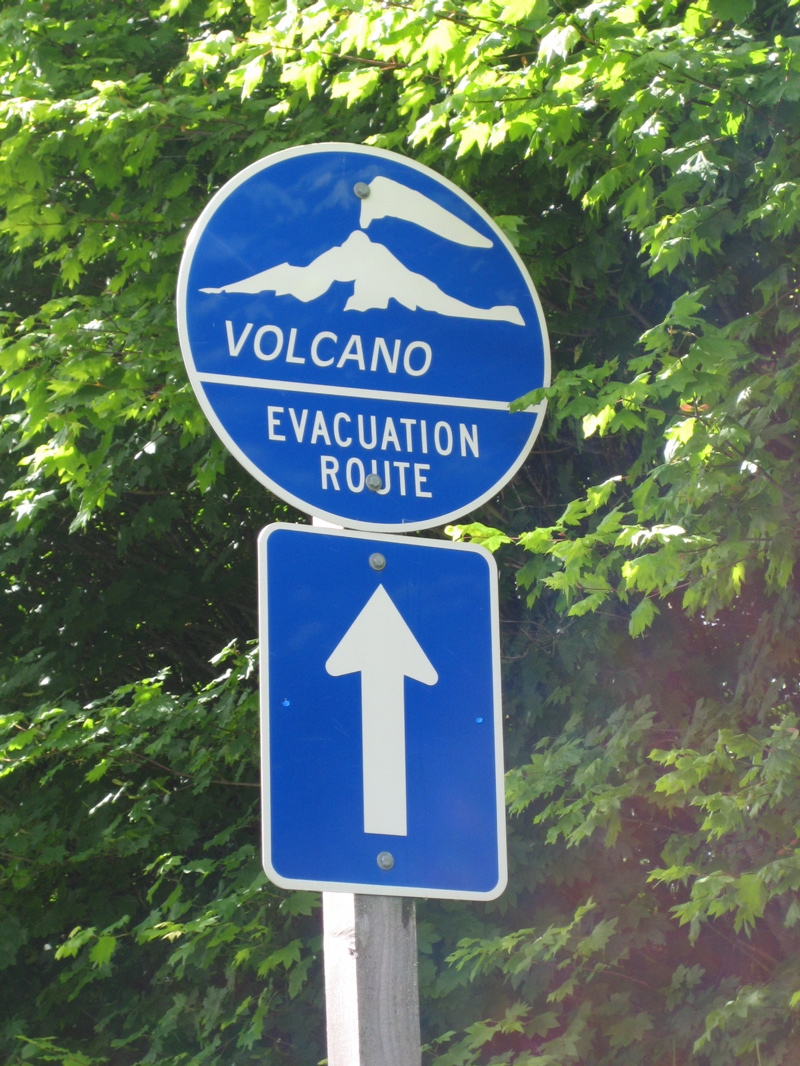
En vägskylt som visar en evakueringsrutt, i händelse av vulkanutbrott eller lahar.

Flera berg i världen, bland annat Mount Rainier i USA, Ruapehu i Nya Zeeland, och Galunggung i Indonesien, anses vara särskilt farliga på grund av risk för laharer. Flera städer i Puyallup River Valley i delstaten Washington är byggda ovanpå laharmark, som bara är 500 år gammal. Statistiskt förutspås laharer genom denna dal vart 500-1000 år, så städerna Orting, Sumner, Puyallup, Fife och hamnen i Tacoma är i farozonen. USGS har inrättat ett laharvarningssystem med sirener i Pierce County, så att människor får en större chans att hinna undan.
Ett annat laharvarningssystem har inrättats på Ruapehu och har framgångsrikt varnat för en förestående lahar den 18 mars 2007.